# Fördraget i Perejaslav
Fördraget i Perejaslav (ukrainska: Переяславська рада; ryska: Переяславская рада) ingicks i januari 1654 då zaporozjjekosackernas ledare, Bogdan Chmelnitskij svor trohetseden till Tsarryssland, så att Lillryssland (en del av dagens Ukraina) övergick från Polsk-litauiska samväldet och bildade en unionen med Tsarryssland.

## Bakgrund

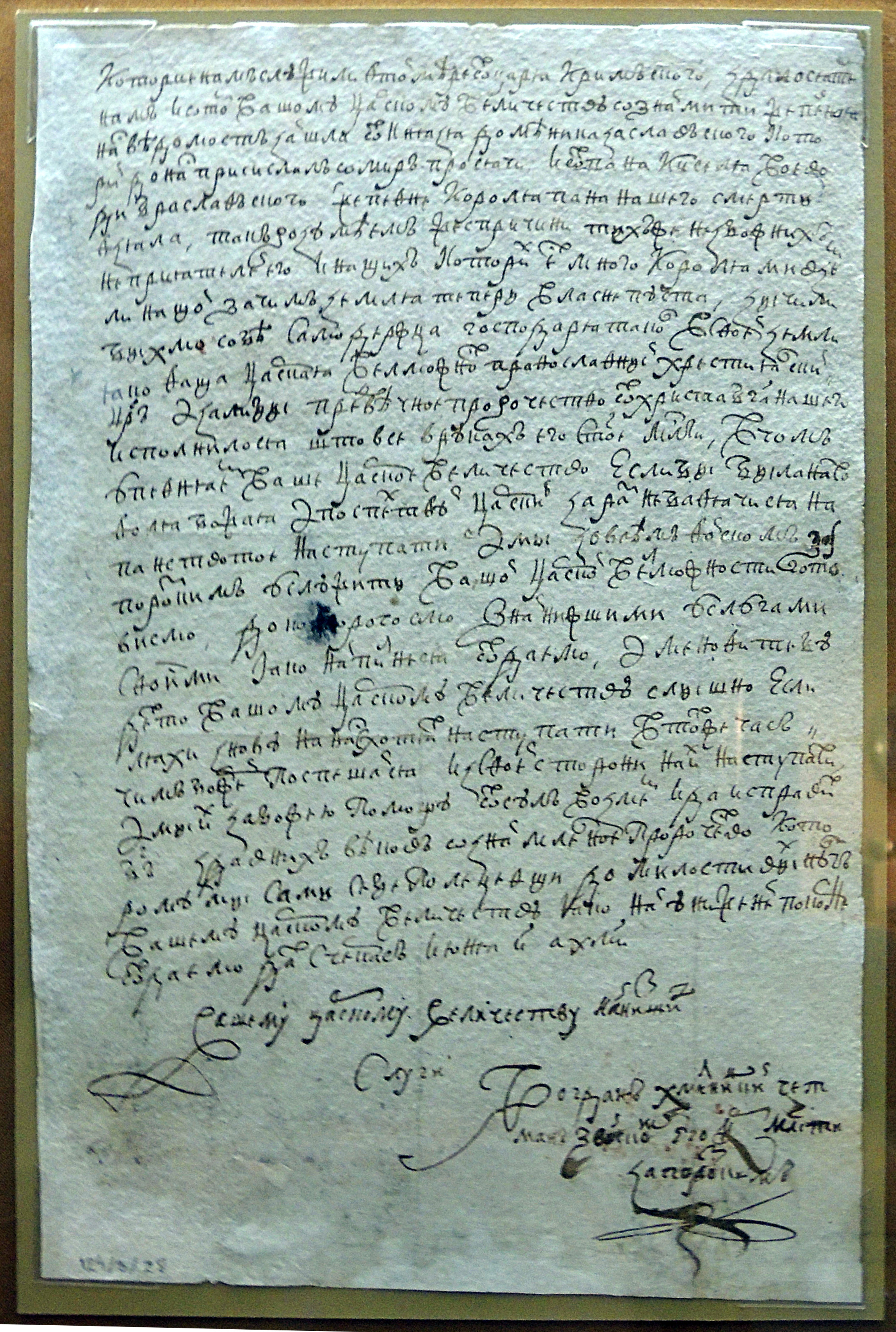
Chmelnitskijs brev till
Tsar Aleksej av Ryssland 8 juni 1648

Polsk-Litauiska samväldet som också kallades för ”De Båda Nationernas Republik” skulle på 1600-talet[när?] förvandlas till ”De tre Nationernas Republik” med zaporozjjekosackerna upphöjda till samma ställning som den polska och litauiska adeln. Detta accepterade inte majoriteten av samväldets adel som hade ekonomisk vinning i att försöka göra kosackerna till livegna bönder. Detta orsakade det mest omfattande kosackupproret (1648-1654) under Bogdan Chmelnitskij. 
Upproret blev mycket blodigt och kostsamt för samväldet. Redan 1648 kontaktade Chmelnitskij ryssarna och hörde sig för om en eventuell union med dem. Ryssarna ansåg att tillfälligt inte var lämpligt. Men efter en lång tvekan som varade i flera år antog de hans förslag och röstade (1653) för en union med ukrainarna. När så polackerna vintern 1653-54 var nära att kuva rebellerna ingick kosackerna, i Perejaslav, fördraget med sina grekisk-ortodoxa trosfränder. Chmelnitskij svor trohetseden till Tsarryssland den ryska delegationen med Vasilij Buturlin i spetsen, på ett öppet rådsmöte (normalt hölls rådsmöten enbart inom kosacktoppen) där även gemene man fick delta. Därmed utvecklades kosackupproret till ett omfattande krig mellan Polsk-Litauiska samväldet och Tsarryssland.

## 300-årsjubileet 1954

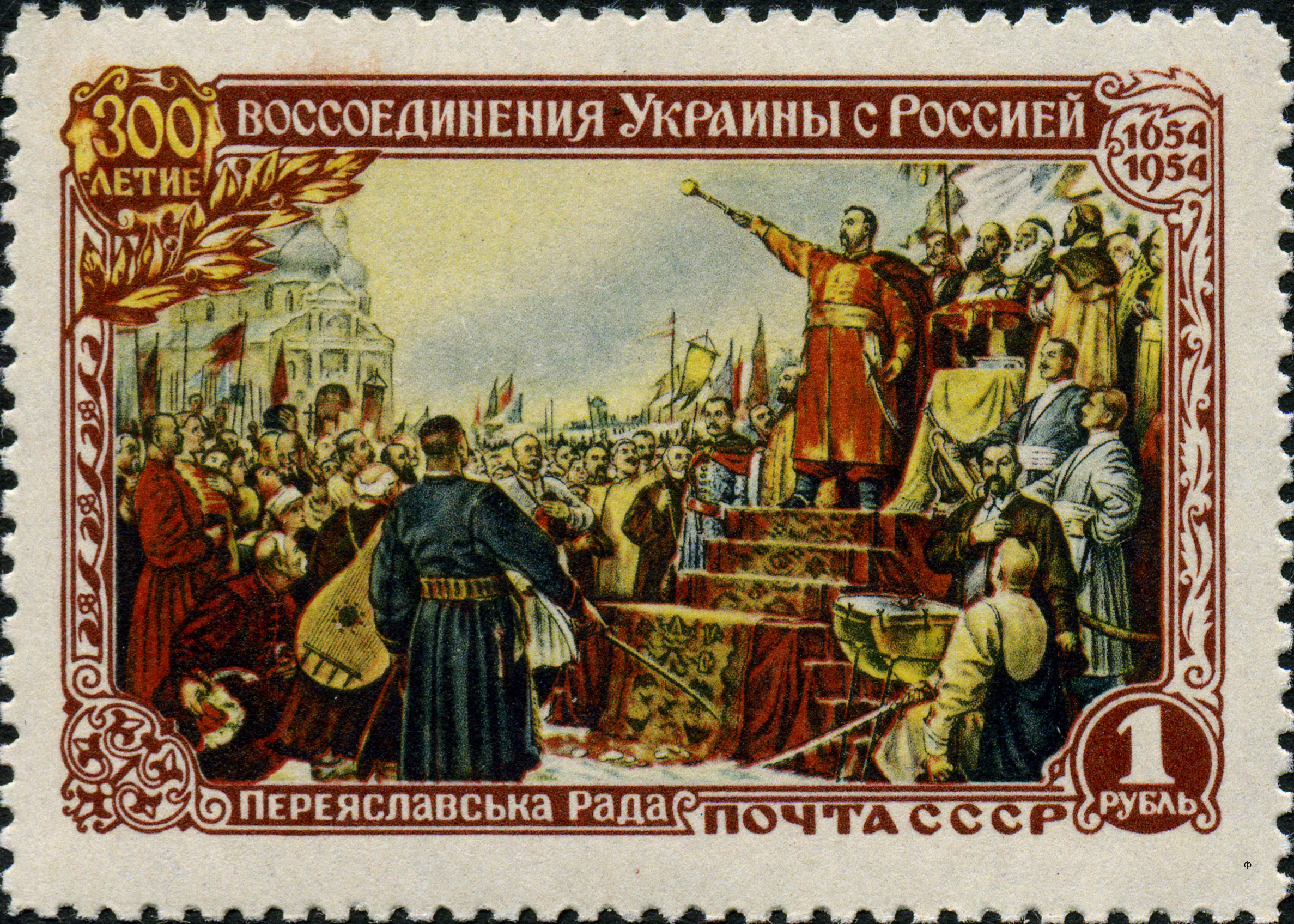
Sovjetisk frimärke från 300-årsjubileet 1954

I samband med 300-årsjubileet av fördraget i 1954 gjordes en kontroversiell överlåtelse av Krim från Ryska SFSR till Ukrainska SSR, en då betydelselös gest inom ramen för Sovjetunionen. Överlåtelsen presenterades av Nikita Chrusjtjov som en gåva till ukrainarna.